# Portafusell
El portafusell és la corretja força resistent que es fixa a una arma de foc llarga, generalment mitjançant anelles, i que té com a funció transportar-la tot penjant de l'espatlla o, a voltes, travessada sobre el pit en bandolera. Un sinònim complementari és bandolera, però portafusell és d'ús preferent (sobretot en referència als de tipus modern), per transparent (el nom indica clarament la funció), precís (la forma usual de dur penjades les armes de foc, abans i ara, no és pas en bandolera) i unívoc (contrastant amb la polisèmia de bandolera).
El català portafusell equival a l'anglès sling, esp. portafusil, fr. bretelle, it. cinghia (o cinghia portafucile), port. bandoleira, etc.
El portafusell sorgí al segle xvii per a cossos especials, com els dragons i els granaders, que necessitaven mobilitat extra i, quan no usaven el fusell, solien penjar-se'l a l'espatlla. En conseqüència, i per no entrebancar-se amb els barrets d'ala ampla usuals en l'època, aquests cossos adoptaren lligadures sense ales. No fou fins a inicis del segle xix que el portafusell es generalitzà a tot l'exèrcit, quan les lligadures habituals ja mancaven d'ales.
Històricament el portafusell (com tants elements de l'equipament militar individual) era de cuir o pell, en color natural o tenyit de negre. Quan l'exèrcit britànic introduí el revolucionari equipament de cotó premsat (webbing, 1908), aquest material s'aplicà també al portafusell. En seguiren l'exemple els altres exèrcits de la Commonwealth, així com el dels EUA; i a partir de la segona postguerra mundial predomina arreu el portafusell de cotó premsat, o bé de derivacions de teixit sintètic (cordura, etc.).
Quant al sistema de fixació, el més habitual es basa en dues anelles situades a la caixa de l'arma, una d'anterior, en un punt avançat de la canya, i una de posterior, a la culata; els fermalls (ganxos, mosquetons, etc.) situats als caps del portafusell es passen per les anelles fixes de l'arma. Alternativament, la culata pot estar foradada per a passar-hi un extrem del portafusell que tot seguit es fixa a l'altra banda (mitjançant una sivella petita).
El més usual és que el portafusell dugui incorporada una sivella que permet regular-ne la longitud a comoditat de l'usuari.

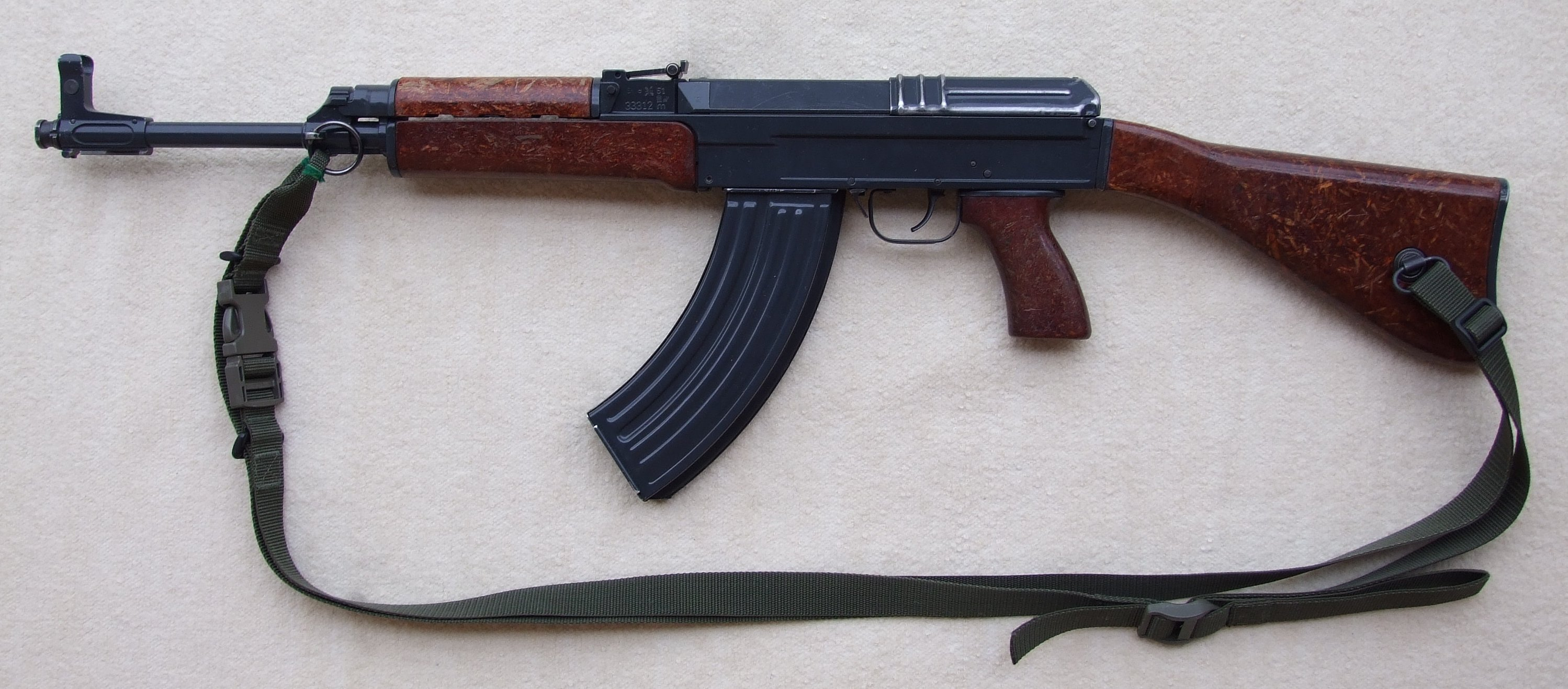
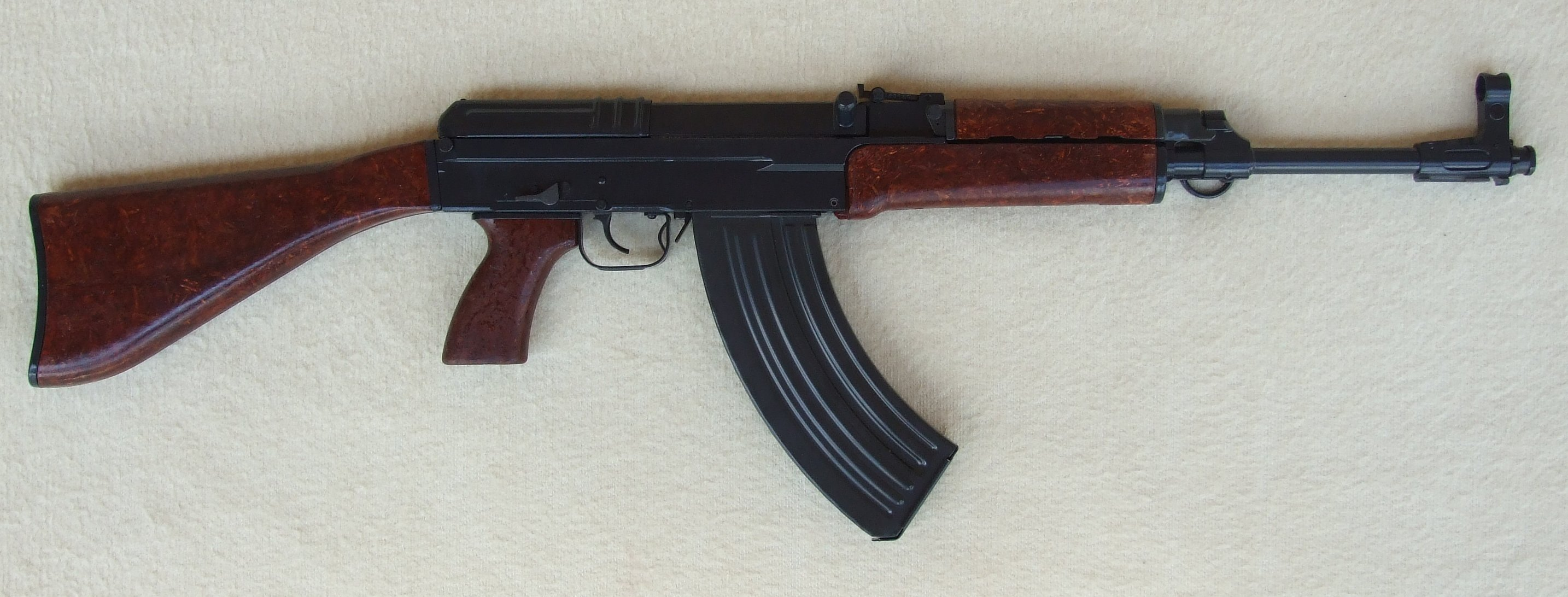